# Rafael Mombiedro Giró
Rafael Mombiedro Giró   (Lleida, 23 de maig de 1929 - Salardú, 5 de gener de 2024) fou un esquiador català, pioner en els esports d'hivern a la Vall d'Aran i el primer lleidatà a participar en uns Jocs Olímpics d'hivern. Va destacar per la seva contribució al desenvolupament de l'esquí a la regió i la seva implicació en la fundació de Baqueira-Beret.

## Biografia
Nascut a Lleida, es va traslladar amb la seva família a la Vall d'Aran el 1936. Va començar a esquiar als 13 anys quan el Centre Excursionista de Catalunya (CEC) va introduir aquest esport a la vall. Va distribuir els primers esquís proporcionats pel CEC entre els joves estudiants de la regió. El 1947 va guanyar la seva primera competició i va formar part dels primers cursos d’esquí impartits per monitors de La Molina.
El 1951, es va proclamar campió de Catalunya d'esquí alpí i, el 1958, va aconseguir un triplet al Campionat d'Espanya en eslàlom, eslàlom gegant i descens. La seva participació més destacada va ser als Jocs Olímpics d’hivern de 1952 (Oslo), on va ser seleccionat per competir juntament amb altres esportistes espanyols. Malauradament, una lesió durant els entrenaments li va impedir participar-hi activament.
Va rebre nombrosos reconeixements al llarg de la seva vida. El 1991, la Generalitat de Catalunya li va atorgar la medalla de Forjador de la Història Esportiva de Catalunya. El 2022, la Federació Espanyola d’Esports d’Hivern li va concedir la Medalla al Mèrit Esportiu.

## Contribucions a l'esquí i Baqueira-Beret
Mombiedro va tenir un paper fonamental en la fundació del Club d’Esquí de la Vall d’Aran i de l’Escola d’Esquí de Baqueira. Va ser monitor a Baqueira-Beret fins al 1975 i va promoure activament l'esquí de fons a la regió. A més, va ser clau en la fundació de l’estació, suggerint la seva ubicació i aportant terrenys familiars per al projecte.